# Евангелическая церковь чешских братьев
Евангелическая церковь чешских братьев (чеш. Českobratrská církev evangelická) — крупнейшая кальвинистско-лютеранская община Чехии. Юридически зарегистрирована в 1918 году, после распада Австро-Венгрии, однако возводит свою историю ко временам чешской реформации и Яна Гуса.

## История
В XV веке Чехия стала родиной пред-Реформации, которая влилась в общий поток европейской Реформации XVI века. В 1564 году чешские братья перевели Новый завет на чешский язык. Сильный удар по чешскому протестантизму был нанесен в годы Тридцатилетней войны.
Когда протестантство было легализовано Патентом терпимости 1781 года, у него осталось небольшое количество приверженцев. Данный документ легализовал на чешских землях Аугсбургское (лютеранское) исповедание и гельветское (реформационное) исповедание. Были образованы Евангелическая суперинтендентура Аугсбургского исповедения Богемии (Evangelische Superintendentur A. B. Böhmen), Евангелическая суперинтендентура Аугсбургского исповедения Моравии и Силезии (Evangelische Superintendentur A. B. Mähren und Schlesien), Евангелическая суперинтендентура Гельветического исповедания Богемии (Evangelische Superintendentur H. B. Böhmen) и Евангелическая суперинтендентура Гельветического исповедания Моравии (Evangelische Superintendentur H. B. Mähren).
В 1921 году чешско-язычные общины евангелических суперинтендентур Богемии и Моравии аугсбургского и гельветических исповедений образовали Евангелическую церковь чешских братьев (немецко-язычные общины этих суперинтендентур образовали Немецкую евангелическую церковь Богемии, Моравии и Силезии (Deutsche Evangelische Kirche in Böhmen, Mähren und Schlesien) ликвидированные в 1945 году в связи с депортацией немцев из Чехословакии, польско-язычные общины образовали Силезскую евангелическую церковь Аугсбургского исповедания (Śląski Kościół Ewangelicki Augsburskiego Wyznania)). Генеральный синод утвердил вероучительные догматы, в которые вошли Апостольский Символ веры, Никео-Константинопольский Символ веры, Афанасьевский Символ веры, Аугсбургское исповедание, Гельветическое исповедание (второе), Братское исповедание (1535), Богемское исповедание (1575).

## Международное членство
Является членом Всемирного совета церквей, Конференции европейских церквей, Всемирной лютеранской федерации, Всемирного альянса реформированных церквей и Сообщества евангельских церквей Европы, Экуменического совета церквей Чехии.

## Структура
Церковь имеет собрания трёх уровней:
- Приходское собрание (чеш. sbor farní)
- Сеньоратное собрание (чеш. sbor seniorátní)
- Всеобщее собрание (чеш. sbor povšechný)

Синодальный совет (Synodní rada) избирается на 6 лет, кроме сеньора и куратора в него входят 2 пастора и 2 мирянина. Синод созывается раз в 3 года. Церковь состоит из 260 общин, которые объединены в 14 сеньоратов: Пражский, Подебрадский, Южночешский, Западночешский, Устецкий, Либерецкицкий, Кралёвградкий, Хрудимский, Полицкий, Горацкий, Брненский, Восточноморавский, Моравскосилезский и Охранавский. Приходы возглавляются старостствами (Staršovstvo), высший орган сеньората - конвент, между конвентами - сеньоратный комитет (seniorátní výbor).

## Синодальные сеньоры
1. Йозеф Соучек[чеш.] (1918—1938)
2. Камил Нади[чеш.] (1939)
3. Йозеф Крженек[чеш.] (1939—1949)
4. Виктор Хайек[чеш.] (1950—1968)
5. Вацлав Кейрж[чеш.] (1969—1977)
6. Милослав Хайек[чеш.] (1977—1987)
7. Йозеф Громадка (1987—1990)
8. Павел Сметана[чеш.] (1991—2003)
9. Йоель Румл[чеш.] (2003—2015)
10. Даниэль Женаты[чеш.] (c 2015—2021)
11. Павел Покорны[чеш.] (с 2021)